# Zuid-Karelië
Zuid-Karelië (Fins: Etelä-Karjala, Zweeds: Södra Karelen) is een Finse regio met 126.107 inwoners op een gebied van 5.326,30 km² (2021).

## Gemeenten
Het landschap Zuid-Karelië kent de volgende gemeenten in 2022:
- Imatra
- Lappeenranta
- Lemi
- Luumäki
- Parikkala
- Rautjärvi
- Ruokolahti
- Savitaipale
- Taipalsaari